# 米特尔埃申巴赫
米特尔埃申巴赫 是德国巴伐利亚州的一个市镇。总面积10.51平方公里，总人口1594人，其中男性775人，女性819人（2011年12月31日），人口密度152人/平方公里。